# Posiadacz samoistny
Posiadacz samoistny – osoba, która rzeczą faktycznie włada jak właściciel. Stan faktyczny (posiadanie) często idzie w parze z tytułem prawnym do rzeczy (własność), jednak można być posiadaczem samoistnym, nie będąc równocześnie właścicielem rzeczy. Ważna jest sama wola władania rzeczą we własnym imieniu, a nie tytuł prawny do  niej. Posiadanie samoistne może prowadzić do nabycia własności poprzez zasiedzenie rzeczy. W polskim systemie prawa posiadanie samoistne zostało zdefiniowane w art. 336 kodeksu cywilnego.